# Ashes You Leave
Ashes You Leave est un groupe de doom metal croate, originaire de Rijeka. Il est formé en 1995. Le son doom-death avec des tendances gothiques de leur premier album les fait comparer au célèbre groupe doom britannique My Dying Bride. Le quatrième album du groupe met plus en avant le côté metal gothique ce qui vaut au groupe d'être catégorisé de groupe doom gothique.

## Biographie
Le groupe est formé en 1995 sous le nom de Icon. Sous ce nom, une démo intitulée ...But Dreaming, est publiée. Après avoir trouvé un autre groupe appelé Icon, le groupe décide de s'appeler Ashes You Leave. Il se nomme d'après une chanson de l'album The Ethereal Mirror de Cathedral. Peu après, ils publient une deuxième démo en 1996, The Kingdom Before the Lies. le groupe signe au labels norvégiens Effigy Records et Arctic Serenades, mais rien n'est publié car leurs labels mettent la clé sous la porte. Le groupe signe alors au label allemand Morbid Records et publie son premier album, The Passage Back to Life, en 1998. Un an plus tard, en 1999, tils publient leur deuxième album, toujours chez Morbid Records, intitulé Desperate Existence. 
En 2000, The Inheritance of Sin and Shame est publié au même label. Il surpasse les deux précédents albums en matière de ventes puis après sa sortie, le groupe part en tournée européenne en soutien à l'album. Ensuite, Dunja Radetic, quitte le groupe et est remplacé par Marina Zrilic, qui chantera sur leur album suivant, Fire, publié en 2002. Après plusieurs festivals, elle décide de quitter Ashes You Leave. Peu après, Tamara Mulaosmanovic se joint au groupe comme chanteuse et claviériste. Après les enregistrements en mars 2006, l'album Songs of the Lost est publié en 2009, cette fois au label Sleaszy Rider Records. 
En 2011, le groupe signe avec Rock N Growl Records. En 2012, il publie son septième album, The Cure for Happiness, chez Rock N Growl.

## Membres

### Membres actuels
- Giada « Jade » Etro – chant
- Berislav Poje – guitare, chant
- Marta Batinic – violon
- Luka Petrovic – basse
- Sasha Vukosav – batterie

### Anciens membres
- Dunja Radetic – flute, chant
- Neven Mendrila – guitare
- Kristijan Milic – basse
- Vladimir Krstulja – claviers, chant
- Damir Cencic – guitare
- Matija Rempesic – guitare
- Gordan Cencic – batterie
- Dalibor « Insanus » Franjkic – batterie
- Tamara Mulaosmanovic – chant, claviers

## Discographie
- 1998 : The Passage Back to Life
- 1999 : Desperate Existence
- 2000 : The Inheritance of Sin and Shame
- 2002 : Fire
- 2009 : Songs of the Lost
- 2012 : The Cure for Happiness